# Tuguegarao
Tuguegarao is de hoofdstad van de Filipijnse provincie Cagayan op het eiland Luzon. Tuguegarao is tevens het regionale centrum van de regio Cagayan Valley. Bij de laatste census in 2007 had de stad bijna 130 duizend inwoners.

## Geografie

### Bestuurlijke indeling
Tuguegarao is onderverdeeld in de volgende 49 barangays:
| - Annafunan East - Annafunan West - Atulayan Norte - Atulayan Sur - Bagay - Buntun - Caggay - Capatan - Carig - Caritan Centro - Caritan Norte - Caritan Sur - Cataggaman Nuevo - Cataggaman Pardo - Cataggaman Viejo - Centro 1 - Centro 2 | - Centro 3 - Centro 4 - Centro 5 - Centro 6 - Centro 7 - Centro 8 - Centro 9 - Centro 10 - Centro 11 - Centro 12 - Dadda - Gosi Norte - Gosi Sur - Larion Alto - Larion Bajo - Leonarda | - Libag Norte - Libag Sur - Linao East - Linao Norte - Linao West - Namabbalan Norte - Namabbalan Sur - Pallua Norte - Pallua Sur - Pengue - Reyes - San Gabriel - Tagga - Tanza - Ugac Norte - Ugac Sur |

## Demografie
Tuguegarao had bij de census van 2007 een inwoneraantal van 129.539 mensen. Dit zijn 8.894 mensen (7,4%) meer dan bij de vorige census van 2000. De gemiddelde jaarlijkse groei komt daarmee uit op 0,99%, hetgeen lager is dan het landelijk jaarlijks gemiddelde over deze periode (2,04%). Vergeleken met de census van 1995 is het aantal mensen met 22.264 (20,8%) toegenomen.

De bevolkingsdichtheid van Tuguegarao was ten tijde van de laatste census, met 129.539 inwoners op 144,8 km², 894,6 mensen per km².

## Geboren in Tuguegarao
- Eulogio Balao (11 maart 1907), senator en minister van defensie.

Abulug · Alcala · Allacapan · Amulung · Aparri · Baggao · Ballesteros · Buguey · Calayan · Camalaniugan · Claveria · Enrile · Gattaran · Gonzaga · Iguig · Lal-Lo · Lasam · Pamplona · Peñablanca · Piat · Rizal · Sanchez-Mira · Santa Ana · Santa Praxedes · Santa Teresita · Santo Niño · Solana · Tuao · Tuguegarao